# Sabine Wehr-Hasler
Sabine Wehr-Hasler (Offenbach del Meno, 8 de julio de 1967) es una deportista alemana que compitió en snowboard. Ganó una medalla de bronce en el Campeonato Mundial de Snowboard de 1997, en la prueba de halfpipe.

## Medallero internacional
| Campeonato Mundial | Campeonato Mundial   | Campeonato Mundial | Campeonato Mundial |
| Año                | Lugar                | Medalla            | Competición        |
| ------------------ | -------------------- | ------------------ | ------------------ |
| 1997               | San Candido (Italia) | Medalla de bronce  | Halfpipe           |